# Nicolaas van Leuze
Nicolaas van Leuze (zestiende eeuw), ook Nicolas Desfressnes of Fraxinis, was een zestiende-eeuws humanist, theoloog, hoogleraar aan de Universiteit van Leuven en vertaler in het Frans van de Bijbel.

## Levensloop
Nicolas werd theoloog en kanunnik van de Sint-Pieterskerk in Leuven. Naast hoogleraar was hij ook inspecteur van bibliotheken. Vanuit de universiteit kreeg hij de opdracht een Bijbelvertaling in het Frans uit te voeren, op basis van de vertalingen door de katholiek Jacques Lefebvre d'Etaples en door de calvinist Pierre Robert Olivétan. Deze Bijbel werd bekend als de Bijbel door de doctors van Leuven of Bible de Louvain. Ze werd voor het eerst gepubliceerd in 1550.
Daarnaast publiceerde hij enkele boeken met ascetische inhoud, hoofdzakelijk vertalingen.

## Publicaties
- La pérégrination spirituelle vers la Terre Sainte, comme en Jérusalem, en Bethleém, composée en langue thyoise par Pascha et translatée, Leuven, 1566.
- Les pérégrinations, etc. composées en langue toscane par Pascha, 1576.
- Les Heures de Notre-Dame réformées, corrigées et par le commandement de Pie, pape cinquième du nom, publiées, 1577.